# チェチェンの歴史
チェチェンの歴史では、チェチェン共和国の歴史を詳述する。
現在のチェチェン共和国の主要な住民はチェチェン人で、隣接するイングーシ共和国のイングーシ人と非常に近しい関係にある。チェチェン人、イングーシ人は古来北カフカスの山地に住み、両民族の言語（チェチェン語、イングーシ語）は、グルジア語などと同じコーカサス諸語のうちのナフ語派に属する兄弟言語である。

## 古代チェチェン
イスラム化以前のチェチェン人は、自ら歴史記録を残すことはなかったが、地誌の記載や考古学上の遺跡から、古くから北東カフカスに住んでいたことが明らかになっている。チェチェン人とイングーシ人の先祖と思われる民族は、7世紀の地誌に記録されているという。

## モンゴル帝国とイスラムによる征服
en:Mongol invasions of Chechnya。
16世紀末頃から東のダゲスタンよりイスラム教（イスラーム）が流入し、次第に広まっていった。

## ロシア帝国による征服
一方、同じ頃にモスクワ大公国を中心に政治的統一を進め、国家形成を行っていたロシアは、17世紀末までに全シベリアを併合し、18世紀には南下を開始、バルト海沿岸、黒海沿岸、カザフ草原、マンチュリア（満州）東北部の沿海州）などを次々に併合した。
同世紀には、クリミア・ハン国とその宗主国であるオスマン帝国の勢力下にあった北西カフカスへの侵攻を開始し、チェルケス人の一派であるカバルド人を勢力下に取り込み始めた。同世紀末にはカフカス支配の拠点として北カフカス中央部のテレク川の河畔にウラジカフカス（現北オセチア共和国）を建設、テレク川以東に住むイングーシ人、チェチェン人の征服を進めた。

## 反ロシア戦争
ロシアは、1801年にはイランのカージャール朝を破って東グルジア（カルトリ・カヘティア）を併合し、南カフカスまで勢力を広げた。こうして1828年までにオスマン帝国領のアジャリア（グルジア南西部）を除くカフカスのほとんど全域がロシアの支配下に入るが、その中で北カフカスにあってロシアの支配に対して激しく抵抗したのが、チェチェン人をはじめとする、ダゲスタンとチェチニア（露: чечня、英: Chechnya、現在のダゲスタン共和国西部からチェチェン共和国にかけての一帯）の人々であった。
チェチェン人は19世紀前半までにイスラム教のスンナ派が支配的な宗教となり、イスラム神秘主義のナクシュバンディー教団の導師たちが社会の指導的な地位につくようになっていた。チェチェニアやダゲスタンの人々は、このようなイスラム神秘主義教団の組織力と結束に支えられて、ロシアに対する抵抗を頑強に続けたのである。この運動のことをミュリディズムという。
1785年には、チェチェン人の導師シャイフ・マンスールが行ったロシアに対する組織的抵抗がミュリディズムの先駆となった。ロシアは、1818年にはチェチニアの真っ只中にグロズナヤ要塞（現在のグロズヌイ）を建設し、チェチニヤ支配を進めようとしたが、1830年には東部コーカサス地方のダゲスタンとチェチニヤにイマーム国と呼ばれる政権を建設し、25年にわたって自立を維持し、抵抗した（コーカサス戦争）。
1834年には内部分裂してイマーム（宗教指導者）が暗殺され、親イマームにシャミールが就任したが、クリミア戦争後の1859年に降伏、チェチニヤとダゲスタンは最終的にロシア帝国に併合された。

## ロシア帝国支配期のチェチェン
南カフカスのティフリス（現在のトビリシ）にカフカス総督府をおいてカフカスへの支配を強めたロシアは、カフカスの諸民族が再び結集してロシアに抵抗することを恐れ、チェチェン人と、イングーシ人やチェルケス人などのほかのムスリム（イスラム教徒）主体の民族を分割して統治する政策を行った。
1850年代には石油が発見された。
1860年、ロシア帝国は、テレク州（ウラジカフカス）を中心に帝国の支配機構を導入し、チェチェン管区、イケチェリア管区、イングーシ管区、山岳地域管区（シャミールのイマーム国家の故地、タゲスタンのこと）を置いた。
一方、併合後もチェチェン人はナクシュバンディー教団を中心に結集し、ロシアへの抵抗を繰り返した。一部のチェチェン人はロシアの支配を逃れてオスマン帝国に移住し、その子孫はトルコやヨルダンに離散共同体を形成している。しかし、チェチェン人の抵抗にもかかわらずロシアのカフカス支配強化は進み、1890年代にはグロズヌイまでウラジカフカス鉄道（露: Владикавказская железная дорога、英: Vladikavkaz Railway）が敷設されて、グロズヌイを中心にチェチニヤでは石油産業が発達した。
1917年のロシア革命とそれに続くロシア内戦ではチェチェン周辺に北カフカース山岳共和国や北コーカサス首長国が成立したがボルシェビキ(ソビエト)勢力に敗北し消滅した。

## ソビエト連邦時代
1917年にロシア革命が起こり、内戦に勝利したボリシェヴィキ（ロシア共産党）がソビエト連邦を建設すると1921年に山岳自治ソビエト社会主義共和国が出来たが、ソ連は指導者ウラジーミル・レーニンの民族自治の方針に従って、1922年11月30日にはチェチェン自治州が、1924年7月7日にはイングーシ自治州が分離された。
1934年にチェチェン自治州とイングーシ自治州が合併してチェチェン・イングーシ自治州となり、1936年にチェチェン・イングーシ自治共和国に昇格した。
その後、政権を握ったヨシフ・スターリンは、民族共和国による連邦制を前提とするレーニン主義にかわって、民族自治共和国を中央政府の集権的コントロール下におこうとするスターリン主義をとったので、民族自治の実態はほとんどみられなかった。
スターリン、ミコヤン、オルジョニキーゼを始め多くの共産党幹部がカフカス人であるにもかかわらず、チェチェン人はロシアへの併合以来抵抗を繰り返してきた歴史から、スターリン体制にとって危険視される向きもあった。1937年にはチェチェン・イングーシ自治共和国でも大規模な粛清が行われ、多くの殺戮が行われた。
1940年、en:1940–1944 insurgency in Chechnya。第二次世界大戦中の1942年にはソ連へと侵攻してきたナチス・ドイツ軍の一部が北西カフカスに達するが、スターリン政権はチェチェン人を含む反ロシア的な民族がドイツ軍と結んで反抗することを恐れた（en:Operation Lentil (Caucasus)）。ドイツ軍撃退後の1944年2月、スターリンはチェチェン人とイングーシ人に対独協力の疑いをかけ、そのほとんどはドイツ軍とは無関係であったにもかかわらず、全チェチェン人とイングーシ人50万人を中央アジアやシベリアに追放した。多くのチェチェン人とイングーシ人が追放中の劣悪な環境のために命を落としたといわれ、一説には全体の4分の3が犠牲になったといわれる(ソビエト連邦における強制移送)。
1946年、チェチェン・イングーシ自治共和国は廃止され、ウラジカフカスを含む領土の大半は北オセチア自治共和国に割譲される。
1953年にスターリンが死去すると、ニキータ・フルシチョフが政権を獲得し、1956年にはスターリン批判を開始した。スターリンの行ったチェチェン人とイングーシ人の民族追放も批判の対象となり、1957年、両民族は対独協力の疑いを破棄されて名誉を回復され、チェチニヤへの帰還と、チェチェン・イングーシ自治共和国の再建を認められた。
しかし、ウラジカフカスを含む西部は北オセチアから返還されなかった。また、石油産業の利益が地元に還元されず、中央政府に吸い上げられていたのも不満のもとであった。さらに、10年以上に及ぶ追放の最中にチェチニヤにはオセット人やロシア人が大挙して入植していたため、土地を巡る深刻な対立と紛争が起こるなど、問題の根本的な解決ははたされなかった。

## ソビエト連邦解体とチェチェン独立の動き
1985年にソビエト共産党書記長に就任したミハイル・ゴルバチョフはソビエト連邦の政治体制の改革「ペレストロイカ」に着手した。ゴルバチョフは、従来のソビエト連邦を一旦解体し、「ソビエト主権共和国連邦」（露: Союз Советских Суверенных Республик）として再生させようと法整備を進め、また新連邦に加入しない共和国に向けて「ソビエト連邦離脱法」（1990年4月30日）を法制化した。
ロシアを始めチェチェンを含む15構成共和国は1990年2月5日に採択された「ソ連共産党政治綱領」に基づき相次いで主権独立宣言を行った。チェチェンでは11月23日に全チェチェン協議会がグロズヌイで開催され、チェチェン人全民族の代議員が出席した。11月27日には「ソビエト連邦からの独立及びチェチェン人の主権宣言」が全会一致で批准。翌年6月、ジョハル・ドゥダエフ将軍らの全チェチェン協議会はクーデターにより共産党政権を打倒し政権を奪取。以来、チェチェンは事実上の独立状態となる。
1991年8月20日にゴルバチョフは主権ソビエト連邦条約を調印する予定であったが、その前日ゲンナジー・ヤナーエフ副大統領ら保守派による反改革クーデターにより拘束される。クーデターはロシア共和国大統領のボリス・エリツィンによって失敗し、ゴルバチョフは解放されたもののその求心力を失い8月24日にソ連共産党書記長を辞任、中央委員会に自主解散を求め、ソ連共産党の資産を凍結させた。

### ソ連邦離脱法によるチェチェン離脱宣言
主権独立宣言を行ったロシアを始めとするバルト三国、モルドバ共和国を除く11主権共和国は1991年9月1日「ソビエト主権共和国連邦」の創設に合意し、旧ソ連邦からの移行を宣言した。9月にエリツィン、チェチェン人に対し法秩序の維持を呼びかける。
チェチェンでは情勢の推移を受けて「ソビエト連邦離脱法」（1990年4月30日）に基づきソ連からの連邦離脱を問う全国民投票を10月27日、憲法の規定を満たし実施した。独立チェチェン共和国(チェチェン・イチケリア共和国)の初代大統領としてドゥダエフ将軍が選出された（大統領候補者3名中の得票率は84％、イングーシ人はボイコットした）。国民投票の結果、離脱要件を満たす得票が得られ11月にドゥダエフ将軍は1990年4月10日の法律と「ソビエト連邦離脱法」（1990年4月30日）に基づきソ連邦からの離脱を宣言した。この宣言は合法であったが、エリツィンは11月8日に「チェチェン・イングーシ共和国の非常事態宣言」を声明、チェチェンに連邦軍を投入した。11月9日、ロシア内務省軍約1千名が輸送機9機でグロズヌイ飛行場に到着し、チェチェン側は包囲する。同日ドゥダエフ将軍が大統領に就任し地元テレビで自由を守るために国民の結束を求めた。11月10日にロシア内務省軍は飛行機を没収されたためバスで撤退する。ロシア共和国最高会議は翌11日、政治的手段が必要として非常事態宣言を不承認とする決議を行った。ドゥダエフは「ロシアとの交渉を始めたいが、我々の声を聞く力がない」との談話を行う。アゼルバイジャン人民戦線はチェチェンの連邦離脱支持を表明し、ロシア政府首脳に承認を要求する。11月12日にエリツィンは最高会議の不承認決議に同意し非常事態宣言を解除する。最高会議はチェチェン･イングーシ問題特別委員会の設置を決定した。

### ソ連の消滅、ロシアの再生とチェチェンの選択
12月8日にエリツィン・ロシア大統領、レオニード・クラフチュクウクライナ大統領、スタニスラフ・シュシケビッチ・ベラルーシ最高会議議長の3首脳がミンスクで会談し、緩やかな「独立国家共同体」（CIS）の創設を決議する。12月21日には11主権共和国代表からなる国家評議会がカザフスタン共和国の首都アルマトイで開催され、「独立国家共同体（CIS）」憲章と8カ国の加入を承認。またロシア共和国など4共和国による核兵器の統一管理に合意への8カ国の加入を決議した。
ゴルバチョフは12月25日にソ連大統領を辞任し、翌26日ソ連最高会議共和国会議がソ連邦消滅宣言を行う。12月31日深夜、69年間続いてきた「ソヴィエト社会主義共和国連邦」はその歴史を閉じた
1992年1月、グルジアのガムサフルディア政権が打倒される。ドゥダエフはガムサフルディアを難民として受け入れたがガムサフルディアは後日自殺した。
エリツィンは「ロシア連邦条約（新連邦条約）」によりロシア連邦の崩壊防止に当たった。ロシア・ソビエト最高会議議長ルスラン・ハズブラートフは「新連邦条約」への参加を各共和国に促し、「新連邦条約」に21共和国中19国が署名。3月13日に「ロシア連邦」として再生することとなる。一方、チェチェン・イングーシ自治共和国とタタールスタン共和国はロシア連邦に参加しなかった。
6月にロシア連邦大統領令により、チェチェン・イングーシ自治共和国が、チェチェン共和国とイングーシ共和国に分離し、独立する。10月にはイングーシ共和国と北オセチア共和国との間で武力紛争（オセチア・イングーシ紛争）が勃発した。1993年10月、ロシアで10月政変が起こり、エリツィンとハズブラートフが対立。12月、ロシア連邦憲法が国民投票で可決され、成立。1994年2月15日、タタールスタン共和国がロシア連邦に加盟し未加盟国はチェチェンのみとなる。

## 第一次チェチェン紛争
1994年12月、チェチェンの分離独立を阻止するためにロシア軍が軍事介入、第一次チェチェン紛争に突入する。エリツィンは「憲法秩序の回復」のためチェチェンへの侵攻を開始したと主張した。翌年にはロシア軍が首都のグロズヌイを制圧。ロシア軍が広域に渡って支配権を回復したことで、エリツィンは一方的に休戦を宣言し、軍の撤退を始めた。
1996年4月21日、ドゥダエフ大統領がロシア軍のミサイル攻撃で戦死する。5月に入ると後継のゼリムハン・ヤンダルビエフ大統領代行らがエリツィンと停戦交渉を行い、7月一杯までの短期停戦が実現する。8月にはチェチェン軍がグロズヌイを奪還、同月末に独立派のアスラン・マスハドフ参謀総長がロシア連邦のアレクサンドル・レベジ安全保障会議書記と停戦に合意する。（ハサヴユルト和平合意）その内容はチェチェンの独立を5年間凍結し、国家としての地位は2001年に再度検討するというものであった。 
10月になるとロシア連邦ではイワン・ルイプキンが安全保障会議書記及びチェチェン共和国担当ロシア連邦大統領全権代表に就任する。1997年1月にロシア軍は完全撤兵。この紛争で一般市民は約10万人が死亡し、およそ22万人の難民が隣接する三共和国に流出することとなった。
1997年1月28日に大統領選挙が実施され、マスハドフが大統領に選出された。この選挙には日本のNGO、市民平和基金も選挙監視員を派遣している。5月12日にモスクワで、マスハドフ大統領とエリツィン大統領の間で「平和と相互関係に関する条約」（露: Договор о мире и принципах взаимоотношений между Российской Федерацией и Чеченской Республикой Ичкерия、英: on peace and the principles of Russian-Chechen relations）が締結される。この条約によって両国間の400年に及ぶ戦争の終結が宣言された。
後にアンドレイ・サハロフの未亡人エレーナ・ボンネルは「この戦争はエリツィン再選のために仕組まれたもの」とアメリカ上院議会で証言した。実際、1992年1月の「経済ショック療法」開始以来、急激なインフレが庶民を襲いエリツィン政権の屋台骨を揺るがしかねない内政問題になっていた。「国民の内政の不満を侵略戦争で逸らす」という古典的な帝国主義の政治理論にエリツィンは依存したのである。「ハサヴユルト和平合意」の5年間凍結とは、「ソビエト連邦離脱法」（1990年4月30日）の3要件の中の「5年の移行期間」と同じ要件であった。しかしソ連邦の全ての条約を引き継いだとするロシア連邦は離脱法を遵守せず、民族問題におけるレーニン主義も引き継がなかった。

### ダゲスタン介入
1999年2月にマスハドフ大統領はイスラム法を発効させる。8月7日にチェチェンの一部イスラム原理主義勢力が、隣接するダゲスタン共和国をロシアの支配から解放すると称して越境侵入、ロシア軍との間で戦闘が再開する（ダゲスタン侵攻）。ロシア政府は8月13日にチェチェンなどのイスラム武装勢力の拠点に対する攻撃を警告する。

### ロシア高層アパート連続爆破事件
8月15日にマスハドフ大統領はチェチェン国内に非常事態宣言を発した。9月4日にはダゲスタンで軍人家族用アパートが爆破される。64人が死亡し133人負傷した。 9日にはモスクワのアパートが爆破、94人が死亡し164人が負傷する。13日は9日のテロの犠牲者の「追悼の日」と定められたが、モスクワで再び119人の死亡者を出す爆弾事件が発生した。16日にも南ロシア・ヴォルゴドンスクで爆破事件が発生、17人が死亡し72人が負傷した。モスクワ当局はこれら一連の事件（計5件、死者約300人）はチェチェンのイスラム原理主義者が関わっていたと思われる。エリツィンは全国的な「対テロリズム作戦」開始を宣言し、9月14日から20日にかけて2万から3万人強のロシア軍がチェチェン国境に集結することとなった。

## 第二次チェチェン紛争

1999年10月1日にロシア地上部隊がチェチェン侵攻を開始する。ウラジーミル・プーチンロシア連邦首相はマスハドフ政権の合法性を認めず、チェチェンの分離独立派排除を試みる。マスハドフは10月5日に全土に戒厳令を発布する。二ヶ月後の12月4日にはロシア軍がグロズヌイを完全包囲したと発表。同月末の25日には本格的な制圧作戦を開始する。
2000年2月にはチェチェンの武装勢力がグロズヌイからの撤退を表明。この時点でロシア軍側の戦死者は1,500名以上に及んでいた。4月にメアリー・ロビンソン国連人権高等弁務官がチェチェンを訪問する。彼女は後に国連人権委員会でチェチェンでの人権侵害はロシア軍によるものとして非難した。欧州評議会議員会議では一時期ロシア代表の投票権が停止され、評議会からの追放も議題に上ることとなった。
後にエレーナ・ボンネルは「エリツィン大統領が自ら指名した後継者のプーチン現首相が世論調査で支持率を上げるために必要」として紛争を開始したとアメリカ上院議会で証言した。

## 現在
2001年9月11日、アメリカ同時多発テロ事件が発生し、ロシア連邦もアメリカの反テロ同盟に加入。以後、ロシア連邦のチェチェンに対する攻勢が一段と強まる。チェチェン武装勢力のアルカーイダなどとの連携が指摘された。
- 2002年
  - 9月、イングーシ共和国でチェチェンの独立派武装勢力がロシア軍と衝突、94人死亡。
  - 10月10日、「グロズヌイ警察庁舎爆弾事件」少なくとも32人以上死亡。[2]
  - 10月23日、「モスクワ劇場占拠事件」チェチェン武装勢力がモスクワの劇場を占拠。同月26日、特殊部隊が突入して犯人一味を射殺、人質を解放。その際に使用された特殊ガスの影響により人質が130人死亡。[3][4]
- 2003年
  - 6月5日、「北オセチア・モズドク、軍用バス自爆事件」16人死亡。
  - 7月5日、「モスクワ・コンサート会場自爆事件」16人死亡。50人以上負傷。
  - 8月3日、「北オセチア、モズドク、軍病院自爆事件」42人死亡。
  - 10月、親露派のアフマド・カディロフが大統領選で初当選。
- 2004年
  - 2月6日、「モスクワ地下鉄爆破事件」240人以上死亡。
  - 5月9日、「カディロフ大統領暗殺事件」カディロフ大統領を含む40人以上が死亡。
  - 8月24日、「ロシア旅客機同時墜落事件」90人死亡。
  - 9月1日、「北オセチア、ベスラン学校人質事件」322人以上死亡。[5]
- 2005年
  - 3月8日、アスラン・マスハドフがロシア連邦保安庁特殊部隊により殺害。
- 2009年
  - 4月、第二次チェチェン紛争が終結。